# Coletivo autista
Coletivo autista é um tipo de coletivo universitário, organização política de estudantes de Ensino Superior, que tem o objetivo de promover a representatividade e afirmação identitária de pessoas com transtorno do espectro autista (TEA).
O primeiro coletivo autista fundado no Brasil foi o Coletivo Autista da USP. Em 2022, existiam mais de vinte coletivos autistas no Brasil e um na Austrália, como o Coletivo Autista da Unicamp, o Coletivo Autista da UFRJ, o Coletivo Autista da UFRGS, o Coletivo Stim da UFPR, entre outros. Há, ainda, coletivos autistas nos Estados Unidos e em outros países.

## Coletivo Autista da USP
O Coletivo Autista da USP (CAUSP), fundado em 12 de maio de 2021 por Giulia Jardim Martinovic, é o primeiro coletivo autista do Brasil. Seu objetivo é conscientizar a comunidade acadêmica, promovendo a permanência de autistas no Ensino Superior e a defesa de cotas para autistas em todas as universidade brasileiras. O Coletivo Autista da USP foi reconhecido logo após a criação com o Prêmio Diversidade da Universidade de São Paulo em junho de 2021, na categoria Acesso, inclusão e permanência de grupos minoritários da USP. A premiação é concedida a iniciativas de incentivo à diversidade, e é realizada em junho, para marcar o mês do Orgulho LGBTQIA+.
Giulia é ativista pelo movimento de direitos do autismo no Brasil. Vive na cidade de São Paulo e com 5 anos de idade foi diagnosticada com o transtorno do espectro autista (TEA). É estudante de Direito pela Universidade de São Paulo e ex-aluna de Letras pela mesma instituição. Em 2022, integrou o conselho das representações discentes autistas das três universidades estaduais paulistas USP, UNICAMP e UNESP, nomeado CORDIAU-SP, junto com o fundador do Coletivo Autista da Unicamp, o estudante Guilherme de Almeida e a estudante Andressa Silva, fundadora do Coletivo Autista da Unesp. No último ano, junto com os demais membros do CORDIAU/SP, lutam por cotas nas universidades federais de São Paulo, como a USP que desconhece quantos alunos com deficiência que estudam em seus cursos de graduação e pós-graduação.
A iniciativa de criar o coletivo surgiu quando a estudante pediu para apresentar um trabalho escrito em vez de apresentar um seminário para toda a sala. Um professor negou o pedido, segundo Giulia, por não compreender o esforço que um autista precisa fazer para socializar e como isso é dolorido e estressante para eles. Para evitar esses problemas, ela criou o coletivo para exigir que a universidade estabeleça políticas de apoio para esses estudantes, de modo a permitir o uso de avaliações específicas também para os autistas. Segundo Martinovic, apesar de poucas pessoas autistas ingressarem no ensino superior, o maior desafio é a permanência, e a chave para combater os preconceitos contra o autismo e outros tipos de neurodivergências é a conscientização.

## Coletivo Autista da Unicamp
Após ser diagnosticado com autismo, já na fase adulta, o professor e bacharel Guilherme de Almeida, doutorando pela Universidade Estadual de Campinas, tomou a iniciativa de fundar o Coletivo Autista da Unicamp (CAUCamp), em julho de 2021. Esse grupo ajuda pessoas que precisam de acompanhamento profissional a conseguirem consultas de baixo custo. O coletivo identificou 52 pessoas com transtorno do espectro autista na instituição.